# Золотанка
Золотанка — посёлок в Красновишерском районе Пермского края. Входит в состав Вайского сельского поселения.

## Географическое положение
Расположен на левом берегу реки Улс, при впадении в неё реки Большая Золотанка, примерно в 26 км к юго-востоку от центра поселения, посёлка Вая, и в 120 км к северо-востоку от центра района, города Красновишерск.

## Население
| 2010 |
| ---- |
| 78   |

## Улицы[2]
- Гагарина ул.
- Набережная ул.
- Центральная ул.

## Топографические карты
- Лист карты P-40-129,130 Вая. Масштаб: 1 : 100 000. Состояние местности на 1983 год. Издание 1987 г.